# Point Fortin
Point Fortin ist eine Stadt in Trinidad und Tobago. Sie hat den Status eines Boroughs, vergleichbar einer deutschen kreisfreien Stadt, und ist damit als eine von fünf trinidadischen Städten keiner Region zugeordnet.

## Lage
Point Fortin liegt im südwestlichen Teil Trinidads, etwa 30 km westlich von San Fernando. Die Stadt liegt am Golf von Paria und ist landseitig von der Region Siparia umgeben.

## Geschichte
1906 wuchs die Stadt mit Hilfe der Ölproduktion, die in dieser Region besonders hoch ist. Zwischen den 1940er- und 1980er-Jahren gab es in Point Fortin eine hohe Bevölkerungszunahme, woraufhin es von einem Dorf zu einer Stadt wurde.
Durch die Schließung der Ölraffinerie drohte ein wirtschaftlicher Niedergang, der jedoch durch die Errichtung einer Flüssigerdgasanlage aufgehalten werden konnte.

## Persönlichkeiten
- Paula Gopee-Scoon (* 1958), Politikerin
- Randy Samuel (* 1963), kanadischer Fußballspieler
- Alvin Daniel (* 1968), Sprinter
- Fay-Ann Lyons (* 1980, Soca-Musikerin)
- Akeem Adams (1991–2013), Fußballnationalspieler
- Leah Bertrand (* 2002), Sprinterin
- Devin Augustine (* 2003), Sprinter